# Ondrův tis
Ondrův tis je strom tis červený (Taxus baccata), který je památným stromem z hlediska ochrany přírody. Nachází se v obci Jindřichov v okrese Přerov v Olomouckém kraji.

## Další informace
Ondrův tis je jehličnan významného stáří a vzrůstu. Patří ke krajinným dominantám intravilánu Jindřichova. Podle údajů z prvního desetiletí 20. století je obvod kmene ve výčetní výšce 3,15 m, výška stromu 12 m a stáří stromu asi 200 let. Dle zákona 114/1992 Sb., byl vyhlášen památným stromem Městským úřadem v Hranicích dne 18. května 1992 s ochranným pásmem stromu ve tvaru kruhu o poloměru 10 m.

## Galerie

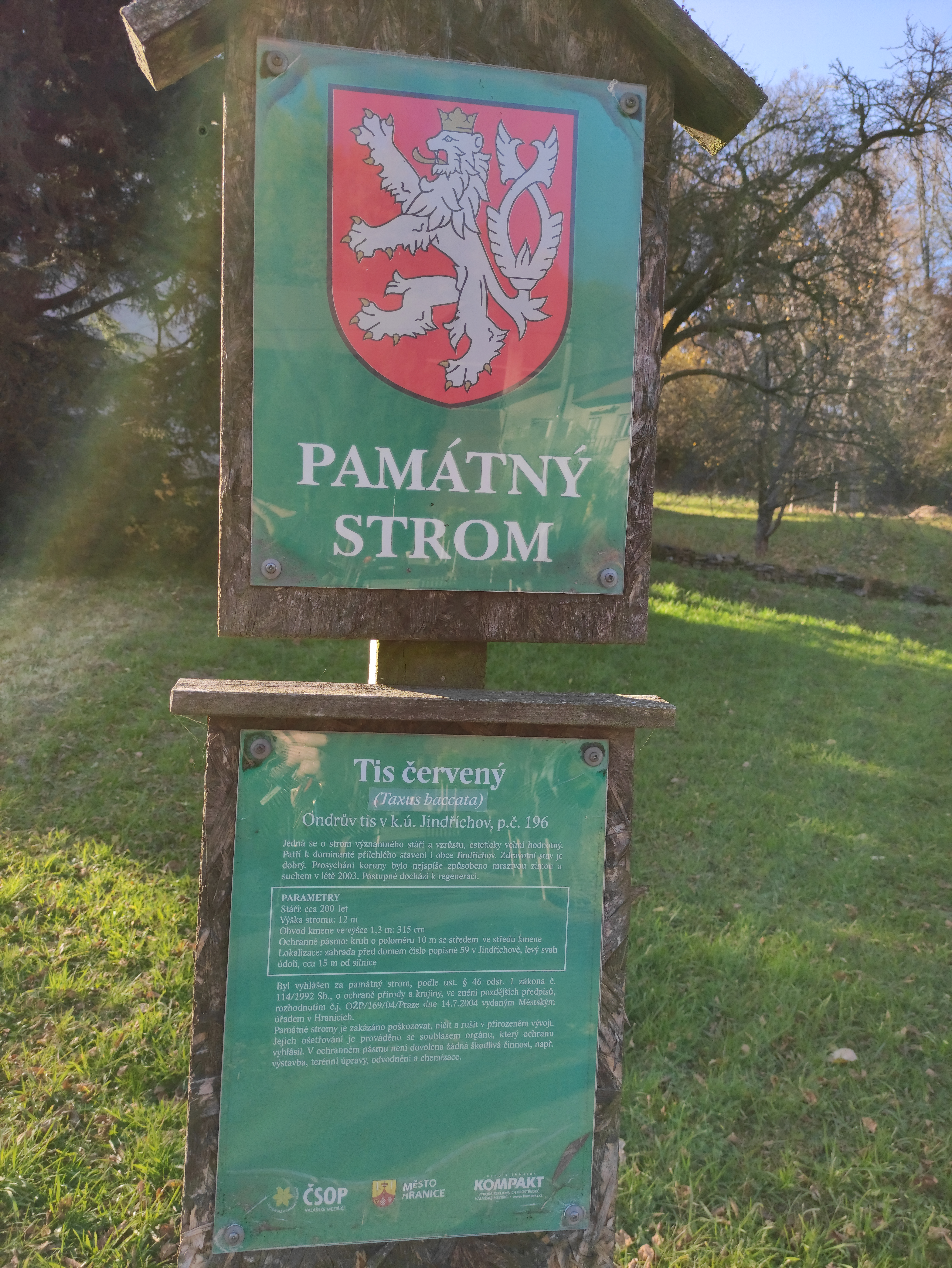
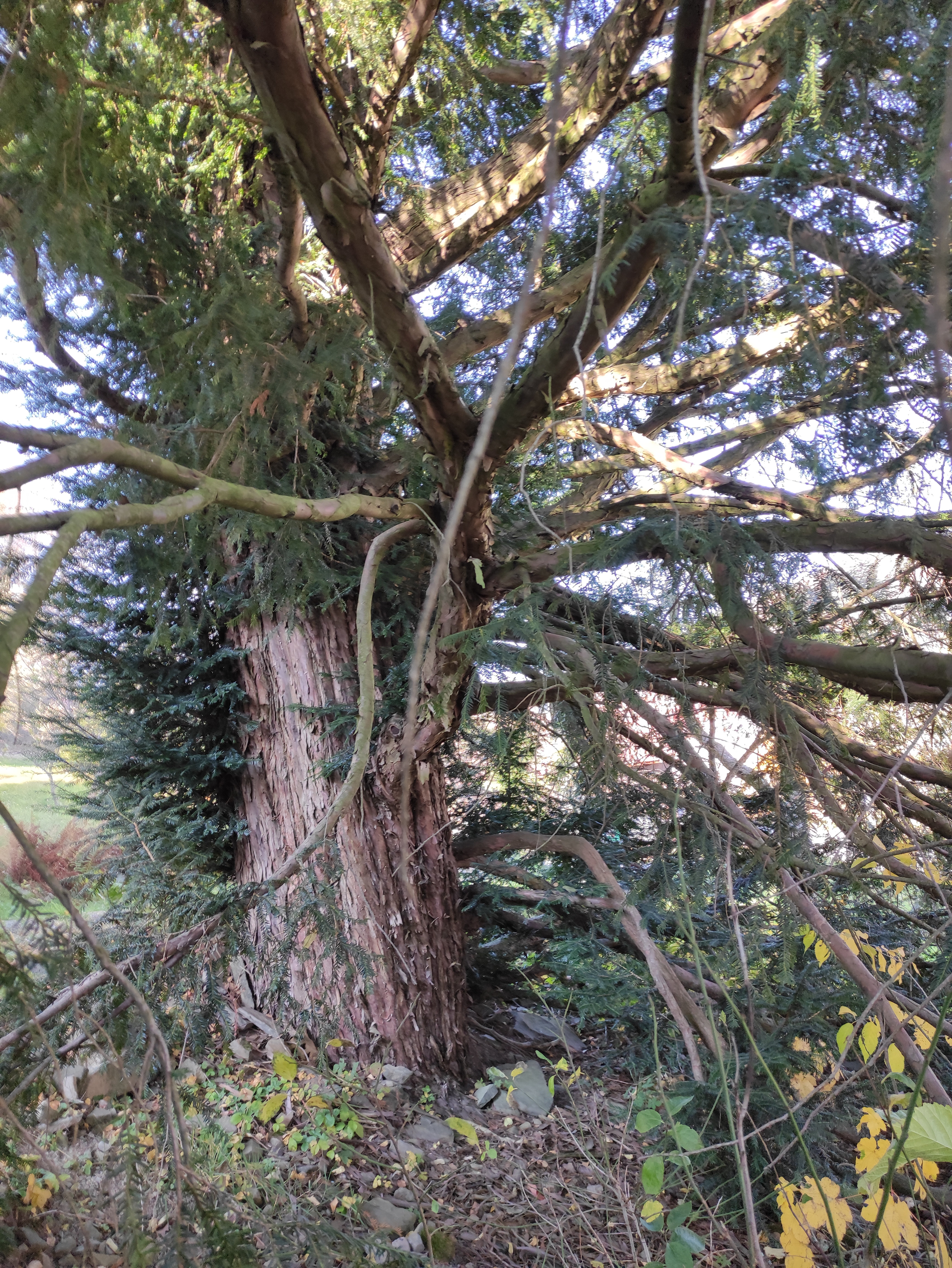